# Hiện tượng Yuasa
Hiện tượng Yuasa (tiếng Anh: Yuasa Phenomenon) là hiện tượng trong lĩnh vực nghiên cứu trắc lượng khoa học mới nổi được đặt theo tên của nhà vật lý và sử gia khoa học Nhật Bản Mitsutomo Yuasa (đôi lúc gọi là Mintomo Yuasa) gợi ý rằng trong kỷ nguyên hiện đại, trung tâm hoạt động khoa học của thế giới (theo định nghĩa là sản xuất hơn 25% thành tựu khoa học của thế giới) dịch chuyển từ quốc gia này sang quốc gia khác khoảng 80∼100 năm một lần. Dữ liệu phân tích từ hiện tượng này cho biết "trung tâm khoa học thế giới hiện đại đã dịch chuyển từ Ý (1504–1610) sang Vương quốc Anh (1660–1750) rồi lần lượt đến Pháp (1760– 1840), Đức (1875–1920) và Mỹ (1920 cho đến nay)". Cũng có ý kiến cho rằng Trung Quốc hiện đang vươn lên như một trung tâm hoạt động khoa học của thế giới.